# Old Ideas
Old Ideas è il dodicesimo album in studio del cantautore e poeta canadese Leonard Cohen, in vendita a partire dal 30 gennaio 2012 in Inghilterra e dal giorno successivo negli Stati Uniti.

## Il disco
Alcuni brani dell'album sono già stati eseguiti dal vivo nell'ultima tournée di Leonard Cohen e si possono già sentire in alcune registrazioni live effettuate dal pubblico.

## Tracce
Testi e musiche di Leonard Cohen.
1. Going Home – 3'51"
2. Amen – 7'35"
3. Show Me the Place – 4'09"
4. The Darkness – 4'29"
5. Anyhow – 3'08"
6. Crazy to Love You – 3'06"
7. Come Healing – 2'53"
8. Banjo – 3'23"
9. Lullaby – 3'36"
10. Different Sides – 4'05"